# Mandore (instrument)
Pour les articles homonymes, voir Mandore.

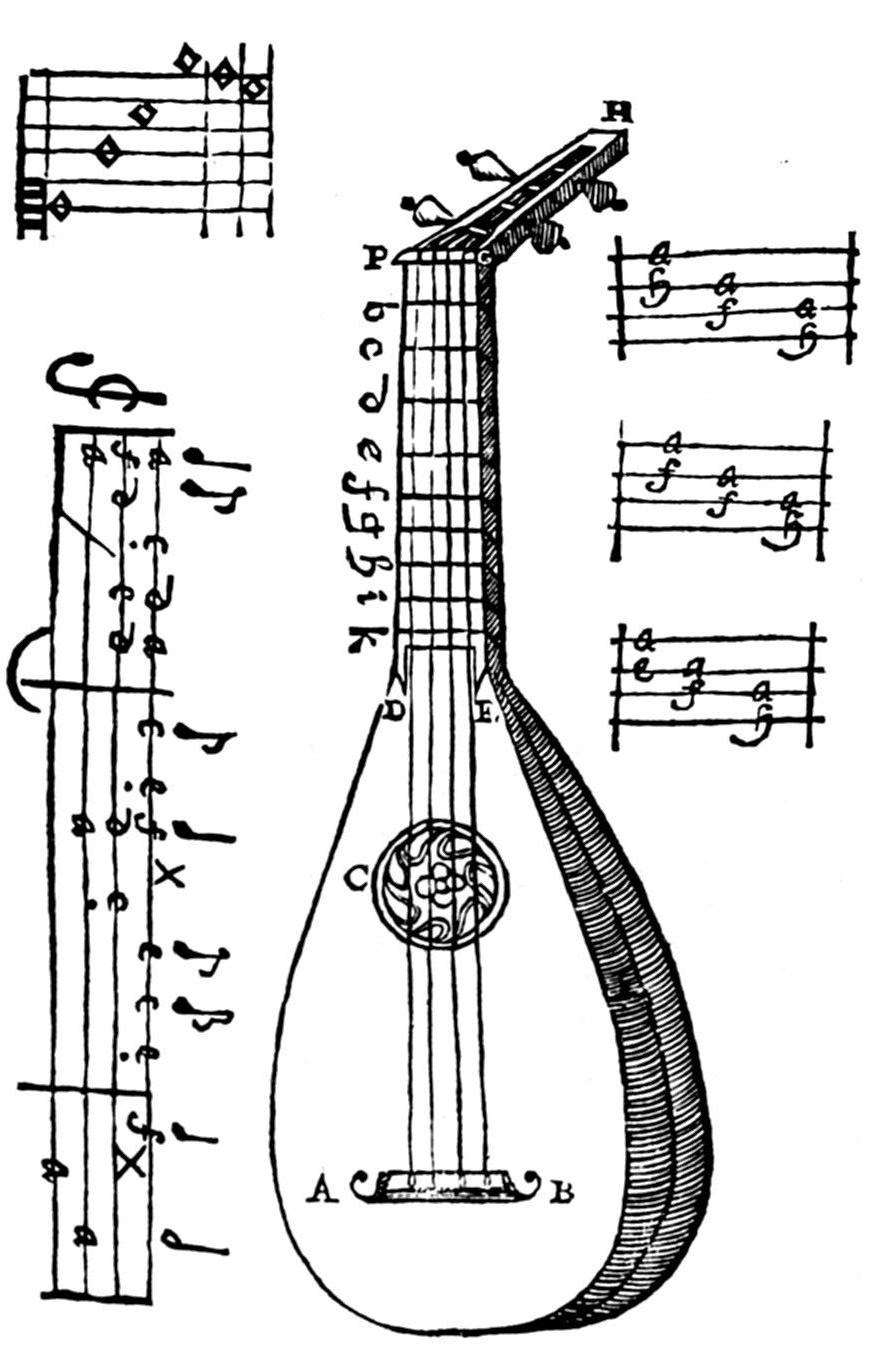
Mandore (illustration de l' Harmonie Universelle de Marin Mersenne.

La mandore ou mandole également connue sous le nom de gallizona ou de gallichon, est un instrument de musique à cordes du Moyen Âge, semblable au luth, avec 3, 4 ou 6 cordes qui produit un son plus aigu. Sa caisse en forme de demi-poire préfigure la mandoline dont elle est l'ancêtre.
Cet instrument n'est plus en usage en Europe, mais attesté jusqu'au XVIIe siècle. En 1578 une tablature (perdue) de Pierre Brunet a été éditée pour cet instrument ; de même François de Chancy a publié la sienne en 1629. L'instrument a tenu un rôle marginal dans la pratique musicale, très loin derrière le luth. Le chaâbi algérien et la musique kabyle utilisent un instrument issu de la musique arabo-andalouse de la famille des mandoles (aux sonorités de guitare, munie de quatre cordes doubles en métal) désigné sous le terme de mandole ou « mandole algérien ».
Le terme mandole (et non mandore) peut également désigner le ténor de la famille des mandolines, accordé une octave en dessous du soprano. Chez les anglophones, le terme mandola désigne l'alto de cette famille, une quinte sous le soprano.

## La mandore dans la culture

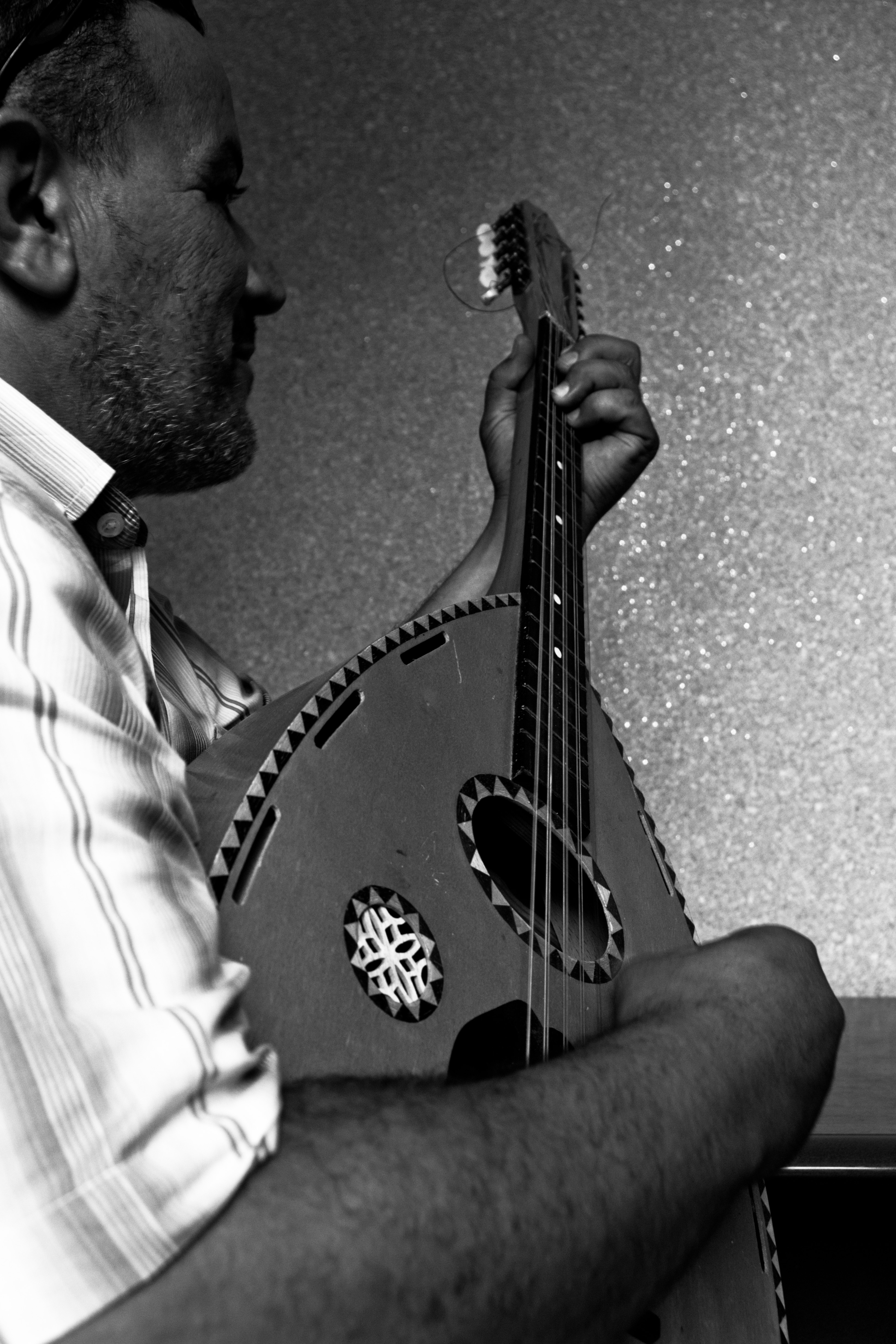
Mandole de type algérien.

Poeme provencal "Flamenca" de Guirout de Calanso , Livre de Bon Amour de Juan Ruiz,  Giullome de Machout ou deux poèmes de Stéphane Mallarmé citent la mandore.
À la fenêtre recelant / Le santal vieux qui se dédore / De sa viole étincelant / jadis avec flûte ou mandore...
Mais chez qui du rêve se dore / Tristement dort une mandore / Au creux néant musicien,/
Telle que vers quelque fenêtre / Selon nul ventre que le sien / Filial on aurait pu naître.

(Poésies, sonnet III).